# Anaxibia caudiculata
Anaxibia caudiculata là một loài nhện trong họ Dictynidae.
Loài này thuộc chi Anaxibia. Anaxibia caudiculata được Tord Tamerlan Teodor Thorell miêu tả năm 1898.